# Dünýägözel Gulmanowa

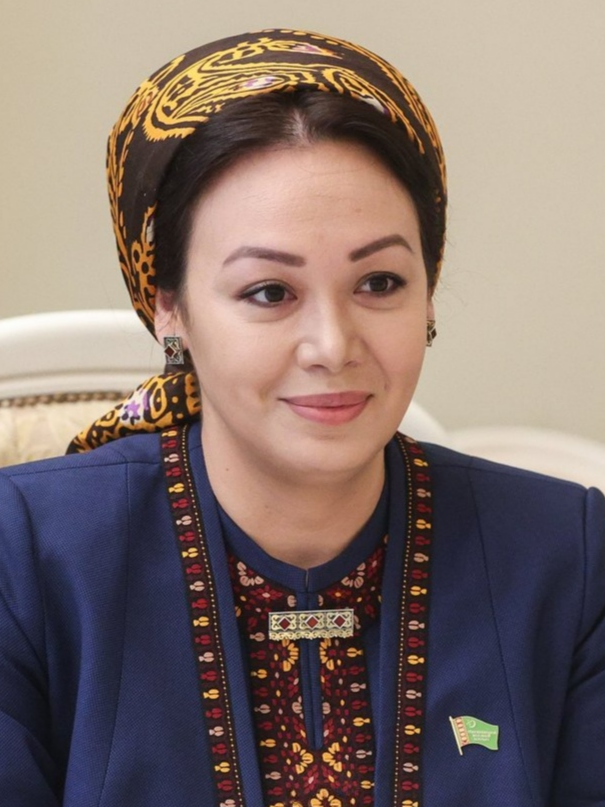
Dünýägözel Gulmanowa (2023)

Dünýägözel Akmuhammedowna Gulmanowa (russisch Дуньягозель Акмухаммедовна Гулманова; geb. 14. Januar 1989 in Aşgabat) ist eine turkmenische Politikerin. Sie ist seit 2023 Präsidentin der Mejlis, des turkmenischen Parlaments.

## Biographie
Gulmanowa kam 1989 in Aşgabat, der Hauptstadt Turkmenistans (damals Turkmenische SSR), zur Welt. Von 1995 bis 2004 besuchte sie die Fachoberschule Nr. 27 in Aşgabat. Anschließend arbeitete sie bis 2006 beim Bauernverband Bagyr in der Provinz Ahal. Von 2006 bis 2007 machte sie ein Praktikum im Krankenhaus des Distrikts Ruhabat in der Provinz Ahal.
2007 begann sie ihr Jura-Studium an der Turkmenischen Staatsuniversität, das sie 2012 abschloss. Anschließend arbeitete sie bis 2014 als Chefberaterin des Rechtsinformationszentrums und der Abteilung für Verfassungsrecht des turkmenischen Justizministeriums. Von 2014 bis 2015 war sie Chefberaterin der Abteilung für Personal und Kontrolle der Exekutivdisziplin des Justizministeriums. Von 2015 bis 2016 arbeitete sie für das staatliche Notariat der Stadt Aschgabat. Von 2016 bis 2018 übernahm Gulmanowa verschiedene Funktionen im Justizministerium und in der Stadtverwaltung von Aşgabat. Von 2018 bis 2021 war sie Chefberaterin der Abteilung für Wirtschaftsgesetzgebung und staatliche Registrierung von Vorschriften der Gesetzgebungsabteilung im Justizministerium.
Am 14. April 2021 wurde Gulmanowa per Präsidialdekret in den Volksrat berufen. Bis 2023 war sie auch stellvertretende Vorsitzende und dann Vorsitzende des Komitees zum Schutz der Menschenrechte und Freiheiten im Volksrat. Ab Januar 2023 wurde sie leitende Beraterin in der Abteilung für Notariate und Registrierung von Personenstandsurkunden des Justizministeriums.
Im März 2023 kandidierte sie als Mitglied der Staatspartei Demokratischen Partei Turkmenistans bei den Parlamentswahlen erfolgreich für den 5. Parlamentsbezirk von Aşgabat. Am 6. April 2023 wurde sie einstimmig als Nachfolgerin von Gülşat Mämmedowa zur Parlamentspräsidentin gewählt.
Gulmanowa vertritt ihr Land auch außenpolitisch in der Parlamentarischen Versammlung der OSZE und in bilateralen Staatsbeziehungen.

## Privatleben
Gulmanowa ist verheiratet und hat zwei Kinder.